# Distretto di Aïn Djasser
Il distretto di Aïn Djasser è un distretto della provincia di Batna, in Algeria, con capoluogo Aïn Djasser.

## Comuni
Il distretto comprende i seguenti comuni:
- Aïn Djasser
- El Hassi